# Villa Boccini
Villa Boccini è una dimora storica italiana, situata in via dei Rossi a Scandicci (FI) lungo la strada che conduce a Ponte a Greve.

## Storia
La villa esisteva prima del  XV secolo e risulta, dal 1430, di proprietà della famiglia Pandolfini. Nel 1537 passò in eredità a Lucrezia di Gerardo Corsini; successivamente la villa pervenne a Leonardo Dei (1579), poi a Niccolò di Tommaso Martelli (1586). 
Una sua discendente, Maria, verso la metà del XVII secolo, sposò un Marsuppini.
Dopo vari acquisti, nel 1827 la villa passò a Gaetano di Andrea Boccini, gioielliere (dalla cui famiglia trae l'attuale nome l'immobile).
Nel XX secolo fu dei Fabrizi; l’immobile fu da costoro diviso e venduto a diversi acquirenti negli anni 1950.
Oggi la villa è adibita a condominio.
La villa era esposta alle frequenti inondazioni del fiume Greve e perciò doveva essere riparata continuamente.

### La cappella
Comunemente conosciuta come la   Cappellina , dedicata a Santa Rosalia, è collocata sull'antica via dei Rossi, nel punto dove la non più esistente via del Molin Nuovo incrociava l'altra direttrice, nei pressi di confluire, a sua volta, sulla più nota via Pisana. 
Una lapide, collocata all’interno dell’edificio religioso dal Boccini alla conclusione d’un restauro (1829),  specifica che questa cappella venne costruita secondo le ultime volontà  del cavalier Gregorio Marsuppini nell’anno 1707.
Stando alla cartografia storica, però, in una pianta del 1704, l’abitazione signorile scandiccese è menzionata come Villa Capponi (proprietaria dell’immobile era Vittoria Marzoppini Cerretani Capponi, ASFi, Miscellanea di Piante, 125, G, 9) e vi compare inoltre la cappella. 
Quindi la cappella di Santa Rosalia sarebbe stata costruita prima del 1704-1707.
L’edificio (spoglio degli arredi e dei dipinti, nel suo interno) presenta tutt'oggi alcuni stucchi tardo barocchi che decorano l'altare e i due grandi lucernari. Il tetto conserva buona parte della copertura originale con tegole a lisca di pesce. La lanterna (chiusa, con la sola funzione decorativa) completa armoniosamente la sommità della costruzione.
Nell’abside, due angeli, entro dei motivi fogliacei, reggono un cartiglio centrale con la seguente scritta: DEO ET DIVAE ROSALIAE VIRGINI.
La cappella è sconsacrata e versa in cattive condizioni.